# بخش‌های دپارتمان سن-مریتیم
بخش‌های دپارتمان سن-مریتیم (انگلیسی: Arrondissements of the Seine-Maritime department) شامل ۳ بخش به شرح زیر است:
1. بخش دیئپ با ۳۴۵ کمون (فرانسه) و جمعیت ۲۳۵ هزار نفر در سال ۲۰۱۳ می‌باشد.
2. بخش لو اور با ۱۴۹ کمون (فرانسه) و جمعیت ۳۹۴ هزار نفر در سال ۲۰۱۳ می‌باشد.
3. بخش روئن با ۲۱۷ کمون (فرانسه) و جمعیت ۶۲۴ هزار نفر در سال ۲۰۱۳ می‌باشد.